# Simonyi Jenő
Simonyi Jenő, születési nevén Steiner Jenő (Veszprém, 1860. május 12. – Budapest, Erzsébetváros, 1944. november 21.) bölcseleti doktor, kereskedelmi akadémiai tanár, földrajzi szakíró. Simonyi Zsigmond nyelvész, egyetemi tanár testvéröccse.

## Élete
Steiner Simon kereskedő és Menzel Netti fia. A gimnázium első két osztályát születési helyén, a többit pedig a budapesti tanárképző intézet gyakorló gimnáziumában végezte. 1882-ben tanári oklevelet nyert és az 1882–83. tanévet a tanárképző-intézet gimnáziumában töltötte mint gyakorló tanár. Ezt követően három évig a VII. kerületi polgári fiúiskolában, két évig ugyanazon kerület polgári leányiskolájában, egy évig pedig az V. kerületi állami főreáliskolában tanított földrajzot és természetrajzot. 1888-ban Pröll tanár halála után a kereskedelmi akadémia vezérlőbizottsága a földrajz tanárává választotta. Halálát agyi érelmeszesedés okozta.
1881-ben a Földrajzi Társaságnál pályadíjat nyert a Bakony című dolgozatával, 1882-ben a Ceratophyllum submersumról írt tanulmányával az egyetem részéről és még ugyanazon évben: Kalocsa és környéke és A hegységek hatása az éghajlatra című két dolgozatával ismét a Földrajzi Társaságnál. Több cikke jelent meg a Nemzetben, a Földrajzi Közleményekben (1882. Kalocsa és környéke, 1886. Revoil György utazása a szomalik országában), a Természettudományi Közlönyben, a Budapesti Szemlében (XL. 1884. Keleti Szudán, XLIII. 1885. A francziák Hátsó-Indiában, XLV. 1886. A föld és az ember, L. 1887. Lóczy Lajos munkája a Khinai birodalomról, LI. Magyarország történetének természeti alapjai, LXXIV. 1893. 126., 314. 1. Három szép új fali térkép); a budapesti kereskedelmi akadémia Értesítőjében (1891. A magyar Alföld természetes főútjai és az alföldi városok helyzete); a Pallas Nagy Lexikonába az általános földrajzi cikkeket írta.

## Munkái
- Kalocsa környéke. Bölcsészettudori értekezés. (Budapest, 1882)
- Bert Pál, Utazások és vadász-kalandok. Elbeszélések az állatvilágból. Ford. (Budapest, 1886)
- Ratzel Frigyes, A föld és az ember. Anthropo-geographia, vagy a földrajz történeti alkalmazásának alapvonalai. Ford. Budapest, 1888.
- Idegen népek közt messze földön. Utirajzok és életképek kiváló utazók leirásából. Számos fametszetű ábrával. Budapest, 1888. (2. kiadás. Budapest, 1905.)
- A sarkvidéki fölfedezések története. 51 rajzzal. Budapest, 1890.
- Földrajz a kereskedelmi akadémiák és középkereskedelmi iskolák számára. Budapest, 1892-93. (Két kötet. I. rész. Homolka József 40 színezett és 5 fekete térképével. II. A világkereskedelem. Scherzer, Brachelli és más statisztikai művek és adatok kritikai felhasználásával. 2. kiadás. Budapest, 1892. és 1899. 3-ik javított és teljesen átdolgozott kiadás. I. rész. Kereskedelmi akadémiák és felső kereskedelmi iskolák számára. Általános földrajz. Ázsia, Afrika, Amerika, Ausztrália 14 térk. Budapest, 1905.)
- Földrajz a polgári fiúiskolák I-III. oszt. számára. Uo. 1890., 1891. Három kötet (I. Balló Józseffel együtt. 16 szinezett, a szövegbe nyomott térképpel és rajzzal. 1892. II. 16 szines és 8 fekete térképpel. 1892. III. 8 szines és számos fekete, a szövegbe nyomott térképpel. A térképeket rajzolta Homolka József. 1891.).
- Földrajz a polgári leányiskola I-III. oszt. számára. Uo. 1892., 1902. Három kötet (I. 1893. Homolka Józseftől 27 szines térképpel. II. 1893. tiz szines és fekete térképpel. III. 1902. Képekkel).
- Földrajz a népiskolák IV-VI. oszt. számára. A vallás- és közoktatási miniszterium megbízásából. A képeket Keleti Gusztáv és Dörre Tivadar rajzolták és Morelli Gusztáv metszette. Budapest, 1895-96. Két kötet. (IV. A két szines térképet Homolka József rajzolta. 1895., 2. kiadás 1896., 3. k. 1898., 4. k. 1899. sat. V-VI. oszt. 1896. és 1905. sat.)
- Földrajz a reáliskolák I-III. oszt. számára. Budapest, 1896., 1897., 1900. Három kötet, 39., 42. és 64. képpel. I. 2. javított kiadás 1898., 3. k. 1901. II. 2. k. 1899., III. 2. k. 1901.)
- Földrajz a gymnasiumok I. és II. osztálya számára. Budapest, 1897-98. Két kötet (II. 2. kiadás 1901.)
- Földrajz a felsőbb leányiskolák I. és II. osztálya számára. Budapest, 1897. 81 képpel.
- Leroy-Beaulieu. A zsidók és az antisemita áramlat. Ford. Budapest, 1898. (Olcsó-Könyvtár 914., 915.)
- Földrajz a női kereskedelmi tanfolyamok számára. Budapest, 1899.
- A világkereskedelem. Budapest, 1899.
- Mathematikai és physikai földrajz elemei. A reáliskolák IV. osztálya számára. A vallás- és közoktatási miniszterium megbízásából. Budapest, 1900. Számos képpel.
- Földrajz a gymnasiumok és reáliskolák I. oszt. számára. Az új tanterv szerint átdolgozott 3. kiadás. Képekkel és városi térképekkel. Külön ingyenes melléklet Magyarország térképe. Ugyan ott, 1900. XXXII tábla. (4. javított kiadás 1903.).
- Az új világ. Kalandozások Amerika művelt és vad vidékein. Utirajzok és életképek kiváló utazók leírásaiból. Budapest, év n.
- Magas Tátra és környéke. Budapest, 1910. (Felolvasások. Urania 7.)
- Az Alduna. Budapest, 1910.
- A világkereskedelem és természetes tényezői. Budapest. é. n.